# Angriff auf Frederikshald (1716)
1. Phase: Schwedische Dominanz (1700–1709)
Dänischer Kriegsschauplatz (1700)
Humlebæk • Tönning I 
Livländ./ Estnischer Kriegsschauplatz (1700–1708)
Riga I • Jungfernhof • Varja • Pühhajoggi • Narva • Petschora • Düna • Rauge • Erastfer • Hummelshof • Embach • Tartu • Narva II • Wesenberg I • Wesenberg II
Ingermanländ./ Finnischer Kriegsschauplatz (ab 1701)
Archangelsk • Ladogasee • Nöteborg • Nyenschanz • Newa • Systerbäck • Petersburg • Wyborg I • Porvoo • Newa II • Koporje II • Kolkanpää
Litauisch-weißrussischer Kriegsschauplatz (1702–1706)
Vilnius • Saladen • Jakobstadt • Gemauerthof • Mitau • Grodno I • Olkieniki • Njaswisch • Klezk • Ljachawitschy
Polnischer Kriegsschauplatz (1702–1706)
Klissow • Pułtusk • Thorn • Lemberg • Warschau • Posen • Punitz • Tillendorf • Rakowitz • Praga • Fraustadt • Kalisch 
Russischer Kriegsschauplatz (1708–1709)
Grodno II • Golowtschin • Moljatitschi • Rajowka • Lesnaja • Desna • Baturyn • Koniecpol • Weprik • Opischnja • Krasnokutsk • Sokolki • Poltawa I • Poltawa II
2. Phase: Schweden in der Defensive (1710–1721)
Baltischer und Finnischer Kriegsschauplatz (bis 1714)
Riga II • Wyborg II • Pernau • Kexholm • Reval • Hogland • Pälkäne • Storkyro • Nyslott • Hanko 
Schwed./Norwegischer Kriegsschauplatz (1710–1721)
Helsingborg • Køge-Bucht • Bottnischer Meerbusen • Frederikshald I • Dynekilen-Fjord • Göteborg I • Strömstad • Trondheim • Frederikshald II • Marstrand • Ösel • Göteborg II • Södra Stäket • Grönham • Sundsvall
Norddeutscher Kriegsschauplatz (1711–1716)
Elbing • Wismar I • Lübow • Stralsund I • Greifswalder Bodden I • Stade • Rügen • Gadebusch • Altona • Tönning II • Stettin • Fehmarn • Wismar II • Stralsund II • Jasmund • Peenemünde • Greifswalder Bodden II • Stresow 
Beim Angriff auf Frederikshald am 4. Juli 1716 während des Norwegenfeldzugs des schwedischen Königs Karl XII. im Großen Nordischen Krieg mussten die Schweden den Angriff auf die Festung unter hohen Verlusten aus Mangel an Artillerie abbrechen und sich zurückziehen.

## Vorgeschichte
| \| Angriff auf Frederikshald (1716) \| |
| Lage des Schlachtfeldes                |
| Angriff auf Frederikshald (1716)       |

Aufgrund der Nähe zu Schweden war während des gesamten Krieges der Kommandant der Festung von Frederikshald, Oberstleutnant Hans Jacob Brun, und die Bürger von Frederikshald auf einen möglichen Angriff vorbereitet und hatten die Verteidigung ihrer Stadt erneuert und die Festungsbauten in Schuss gehalten. Es wurden zwei Batterien von jeweils neun Kanonen im Kirchenhof angelegt, eine Brüstung an der Brücke erbaut und eine kleine Batterie von drei Kanonen auf dem Stadtplatz angelegt. Seit dem Brand von 1703 gab es keine Palisaden rund um die Stadt.
Ohne Offiziere bestand die Garnison aus:
- 84 Artilleristen
- dem Bataillon von Oberstleutnant Steen Blix (5 Kompanien) des Vesterlenske-Regiments (750 Männer)
- der Kompanie des Kapitäns Henrik Zurhelle, als Reserve vom Smaalenske-Regiment (200 Männer)
- dem Bataillon von Oberstleutnant Barthold Nicolai von Landsberg des 2. Trondhjemske-Regiments und zwei Kompanien des Cicignon-Regiments (340 Männer).

Das machte insgesamt 1290 Mann Infanterie.
340 Landdragoner von Jarlsberg wurden unter den Einheiten des Vesterlenske- und Smaalenskeregiments verteilt und sind in der oben genannten Truppenstärke enthalten. Die Garnison hatte zu der Zeit etwa 78 Kranke. Die Bürgermiliz bestand aus etwa 200 Männern. Die Festung und die Stadt hatten zusammen 85 Kanonen und vier Mörser.

## Der Angriff

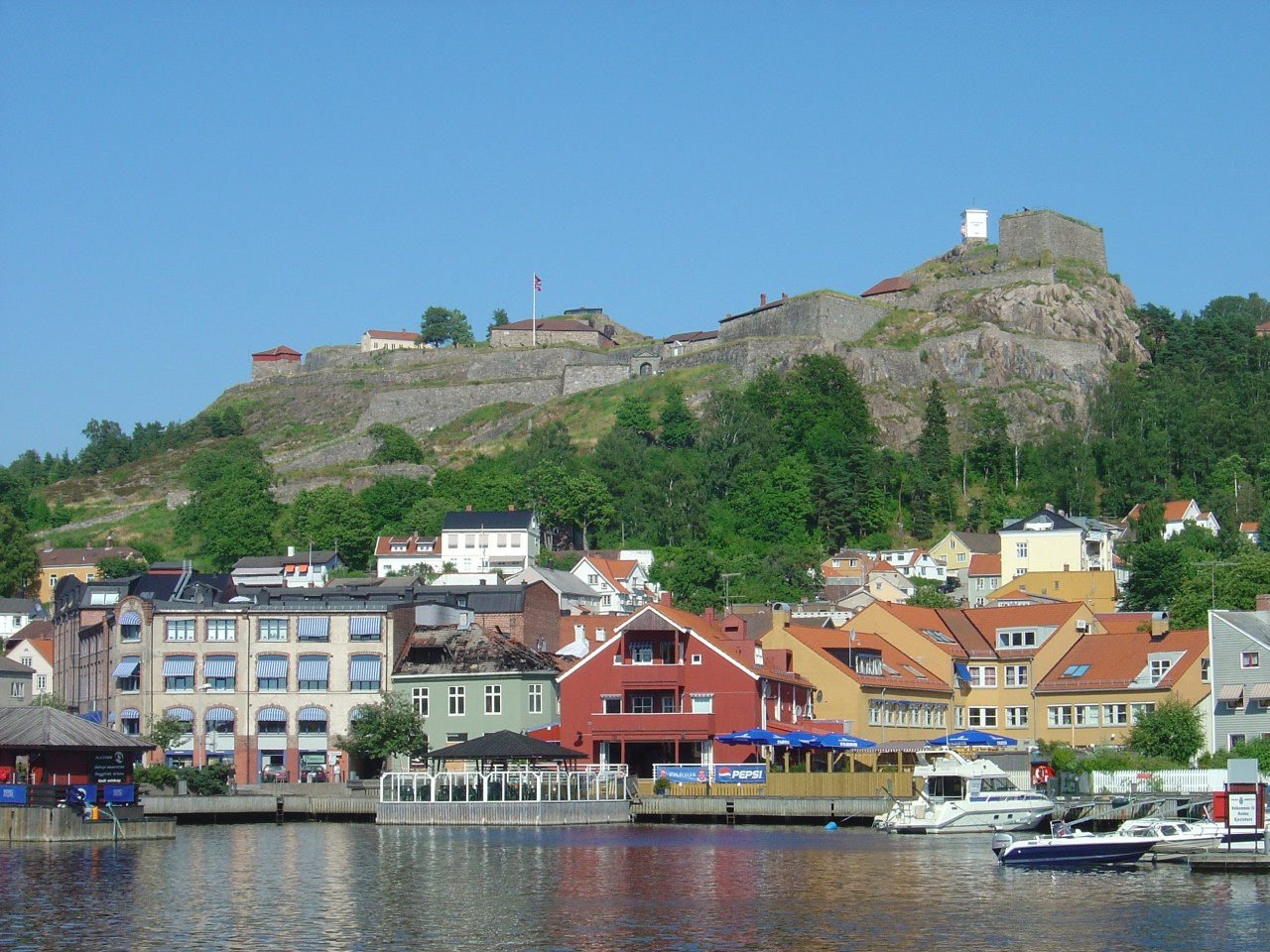
Blick auf die Stadt und die höhergelegene Festung vom Hafen aus

Der Mangel an Artillerie verhinderte, dass Karl XII. eine Belagerung von Frederiksten beginnen konnte. Deshalb wollte er mit einem nächtlichen Angriff die Vorstadt in Besitz bringen und die Garnison dadurch schwächen. Im Falle, dass sich die Garnison in die Festung zurückzöge, würde er diese verfolgen lassen. Nach Durchführung einer Aufklärungsmission ließ Karl XII. seinen Angriff in der Nacht vom 3. zum 4. Juli durchführen. Um Mitternacht nahm die schwedische Kavallerie einen Außenposten auf Rødberget gefangen.
Kurz vor Mitternacht verließen rund 1500 Infanteristen unter Generalmajor Delvig das schwedische Lager, zuerst in Richtung der Frederikshald und dann verdeckt und lautlos weiter östlich der Berg-Kirche, bis sie direkt hinunter zum Skaaningsfossen vorstießen. Karl XII. übernahm hier die Führung. Die Truppen überquerten an der Stelle eine Furt, an der das Wasser bis zur Brust reichte. Die Nacht war neblig, so hatten die Verteidiger keine Sicht auf die Vorgänge.
Der Außenposten Colbjørnsen erblickte als erste die Schweden und warnte die anderen Verteidiger mit Schüssen und Meldegängern. Kapitän Jacob Knudsen ließ kurz danach in der Festung Alarm schlagen. Der Feind war da bereits im Kampf mit dem Außenposten. Karl XII. entsandte 600 Männer unter Oberst von Schlippenbach vorwärts entlang des Berghangs in Richtung der Bürgerhäuser. Sie bildeten einen Keil zwischen der Stadt und der Festung. Karl und Delwig folgten den Truppen. Weitere 600 Männer unter Oberstleutnant Rutger Fuchs wurden entlang des Flusses gegen Kirkeporten und die Stadt geschickt. Der Rest folgte als Reserve.
Kurz vor zwei Uhr morgens entsandte Schlippenbach eine Vorhut aus 58 Freiwilligen unter Kapitän Gustaf Rutensparre zum Sturm auf die norwegischen Stellungen. Die norwegische Stellung bei den Bürgerhäusern feuerten nun mit ihrer Geschützbatterie auf die Vorhut. Das Landsberg-Bataillon besetzte die Palisaden. Derweil hatten die Schweden das Palisadentor erreicht. Die ersten Schweden, die das Tor erreicht hatten, wurden zurückgedrängt und das Tor wieder geschlossen. Außerhalb der sturmfesten Palisaden fielen die Schweden jetzt unter dem Gewehrfeuer in großen Zahlen. Von der Vorhut von Rutensparre fielen 51 der 58 Mann und keiner entkam unverletzt. Viele Schweden fielen auch bei den Haupttruppen, darunter Oberst Schlippenbach selbst und zwei Majore. Ihnen gelang es nicht durch oder über die Palisaden zu klettern. Als die Kanonen der Kirchhofbatterie das Feuer auf sie richteten, drehten die Schweden ab und strömten in Richtung der Stadt. Hier trafen sie auf den Kampf, der zwischen den Verteidigern und der zweiten schwedischen Hauptabteilung unter Rutger Fuchs wütete.
Die norwegische Wache am Kirkeporten hielt mit 24 Mann dem Ansturm stand, bis Hilfe eintraf. Die nun 100 Verteidiger hielten hier die Stellung gegen die schwedische Übermacht bis um drei Uhr in der Früh. Viele der Norweger fielen bei der Verteidigung und mehrere wurden verletzt. Diejenigen, die noch kampffähig waren, zogen sich jetzt hinter die Kirche zurück. Dort hatte Kapitän Knudsen mit 50 Mann den Kirchhof vor Angriffen von der äußeren Vorstadt abgesichert. Die Stellung wurde von den Schweden an den Flanken überflügelt.
Die verbliebenen Männer zogen sich weiter in die Stadt zurück und versuchten sich erneut für den Kampf zu sammeln. Die Batterien auf dem Kirchhof waren nun ohne Schutz und um drei Uhr in der Früh wurden sie von den Schweden erobert. Die Artilleristen wurden entweder getötet oder gefangen genommen.

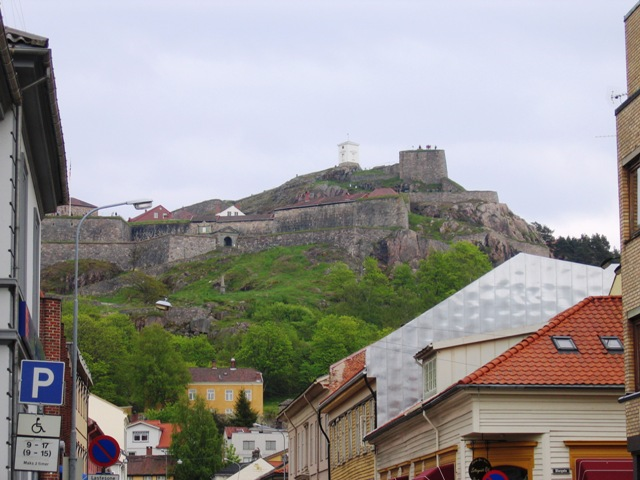
Blick von der Stadt auf die Festung

Um vier Uhr in der Früh mussten die Verteidiger den ungleich gewordenen Kampf beenden. Die verbliebenen Norweger entkamen zum Hafen, um dann mit Booten zu der Festung. Ein paar wurden dabei jedoch gefangen genommen. Die Schweden sicherten nun die äußere Vorstadt. Die innere Vorstadt wurde nun evakuiert und die Garnison zog sich zurück in die Hauptfestung. Ein paar Schweden betraten die Redoute um sieben Uhr in der Früh und forderten den Einlass in die Festung, indem sie behaupteten, dass sie Deserteure seien. Der Einlass wurde aber verwehrt. Die Kanonen der Festung feuerte nun auf die Stellungen der Schweden in der Vorstadt. Dabei kam es zu weiteren schwedischen Verlusten. Um acht Uhr fragte Karl XII. nach einem Waffenstillstand, um die Toten zu begraben. Der Kommandant versprach, sich darum kümmern, wenn der Feind die Stadt verlassen würde. Eine Vereinbarung kam nicht zustande.
Da die Straßen nicht vor Beschuss sicher waren, brachen die Schweden jetzt von Haus zu Haus durch die Wände. Die Verteidiger beschlossen nun, die Stadt in Brand zu setzen. Bald stand der größte Teil der Stadt in Flammen. Karl XII. musste nun seine Truppen aus dem Feuer retten. Um 20 Uhr war die Stadt völlig ausgebrannt, aber frei von den Schweden.

## Verluste und Folgen
Von den etwa 1500 bis 3000 Schweden die an dem Angriff beteiligt waren, wurden 500 bis 1800 Männer getötet, verwundet oder fielen in Gefangenschaft. Die geringere Zahl wird als die wahrscheinlichere angenommen. Unter den höheren Offizieren wurden die Generalmajore Delwig und Schomer, der Oberst Schlippenbach und zwei weitere Majore getötet. Außerdem wurden 14 Kapitäne und 28 Leutnants getötet oder verwundet.
In einem Brief an seine Schwester, Ulrike Eleonore, bezeichnete Karl diesen verlustreichen Angriff als ein kleines Geplänkel, das gut und erfolgreich verlaufen sei.
Bei den Verteidigern fielen drei Offiziere und 81 Männer. Zwei Offiziere, drei Unteroffiziere und 38 Mann wurden verwundet, 50 Männer wurden gefangen genommen. 16–18 Bürgermilizionäre wurden getötet oder verwundet.
Nachdem auch das Seegefecht im Dynekilen-Fjord am 8. Juli für die Schweden verloren ging und ihre Nachschubbasis unterbrochen wurde, entschied sich Karl XII. den Norwegenfeldzug abzubrechen und sich zurückzuziehen.
Im Jahr 1718 kam es beim zweiten Norwegenfeldzug Karls XII. erneut zur Belagerung von Frederikshald. Bei dieser wurde der König getötet.

## Quelle
- www.northern wars.com: The Great Northern War 1709–1719 From Den Norske Hær Indtil 1814 (Memento vom 5. Februar 2009 im Internet Archive) (PDF; 2,8 MB)